# Volcán Ixtepeque
El volcán Ixtepeque también llamado Cerro de Laja es un estratovolcán extinto, localizado en el oriente de Guatemala. En el departamento de Jutiapa, entre los municipios de Asunción Mita y Agua Blanca. Está conformado de varios domos de lava riolítica y conos de ceniza basáltica.
Su nombre deriva del idioma náhuatl y significa obsidiana. Ixtepeque fue una de las más importantes fuentes de obsidiana en la Mesoamérica precolombina.